# Torpedo Miass
Torpedo Miass (ros. Футбольный клуб «Торпедо» Миасс, Futbolnyj Kłub "Torpiedo" Miass) – rosyjski klub piłkarski z siedzibą w Miassie w obwodzie czelabińskim.

## Historia
Chronologia nazw:
- 1942—1994: Torpedo Miass (ros. «Торпедо» Миасс)
- 1995—2002: UrałAZ Miass (ros. «УралАЗ» Миасс)
- 2003—...: Torpedo Miass (ros. «Торпедо» Миасс)

Piłkarska drużyna Torpedo została założona w 1942 w mieście Miass.
W 1964 zespół debiutował w Klasie B, strefie 5 Mistrzostw ZSRR. W 1970 po kolejnej reorganizacji systemu lig ZSRR spadł do niższej Klasy B, strefy 3, a potem pożegnał się z rozgrywkami na szczeblu profesjonalnym i występował w turniejach lokalnych. Dopiero w 1988 ponownie startował w Drugiej Lidze, strefie 2.
W 1990 i 1991 występował w Drugiej Niższej Lidze.
W Mistrzostwach Rosji klub debiutował w Pierwszej Lidze, grupie centralnej, w której występował dwa sezony. W 1994 po reorganizacji systemu lig w Rosji został zdegradowany do Drugiej Ligi, grupy centralnej. W 1995 zmienił nazwę na UrałAZ Miass. Od 1998 występował w Drugiej Dywizji, strefie uralskiej. Po zakończeniu sezonu 2001 spadł do rozgrywek lokalnych. W 2003 przywrócił nazwę Torpedo Miass. Od 2007 występował w Amatorskiej Lidze.

## Sukcesy
- Klasa B ZSRR, strefa 5:
  - 10 miejsce: 1969
- Puchar ZSRR:
  - 1/512 finalista: 1964
- Rosyjska Pierwsza Liga, grupa centralna:
  - 9 miejsce: 1992
- Puchar Rosji:
  - 1/8 finalista: 1997

## Znani piłkarze
- / Denis Peremenin
- / Ołeksandr Sewidow